# Museu de Arte Leopoldo Gotuzzo
O Museu de Arte Leopoldo Gotuzzo (MALG) é um museu brasileiro inaugurado em 1986, localizado no centro de Pelotas (Rio Grande do Sul), na Praça 7 de Julho 180, defronte o Mercado Central. É um órgão suplementar do Centro de Artes da Universidade Federal de Pelotas (UFPEL). As 3.000 obras do museu são divididas em sete coleções: Coleção Leopoldo Gotuzzo, Coleção Ex-alunos da EBA, Coleção Dr. João Gomes de Mello, Coleção Faustino Trápaga, Coleção L. C. Vinholes, Coleção Século XX e Coleção Século XXI.
No site oficial do museu estão disponíveis ao público pinturas e desenhos da Coleção Leopoldo Gotuzzo.
Além, dos quadros do gaúcho Leopoldo Gotuzzo, reconhecido como o mais importante pintor pelotense, o acervo também é composto por outros artistas nacionais e internacionais.